# ديار آل جابر عبد الله (القطن)
'

تعديل مصدري - تعديل

ديار ال جابر عبد الله هي إحدى قرى عزلة القطن بمديرية القطن التابعة لمحافظة حضرموت، بلغ تعداد سكانها 233 نسمة حسب تعداد اليمن لعام 2004.